# Fins & Chrome in Havana
Fins & Chrome in Havana er en dansk dokumentarfilm fra 1997, der er instrueret af Jesper Petersen og Jacob L. Petersen efter manuskript af sidstnævnte.

## Handling
Langs strandpromenaden på Malecon kommer en Chevy '57 langsomt kørende forbi. På Cuba finder man verdens største koncentration af amerikanske biler fra 40'erne og 50' erne. Filmen skildrer den mest farvestrålende og eksperimenterende periode i bilens historie, og fortæller om hvorfor flyderne fra Detroit kom til Havana, og hvordan de i dag trods embargo og mangel på reservedele stadig kører.